# マット・ジャクソン (レーサー)
マット・ジャクソン (Mat Jackson, 1981年6月10日 - ) は、イギリスのレーシングドライバー。現在はイギリスツーリングカー選手権にモーターベース・パフォーマンスから参加している。最高位は2008年のランキング2位で、2016年シーズンは2位のサム・トードフから14ポイント差の3位となった。

## 経歴

### 初期

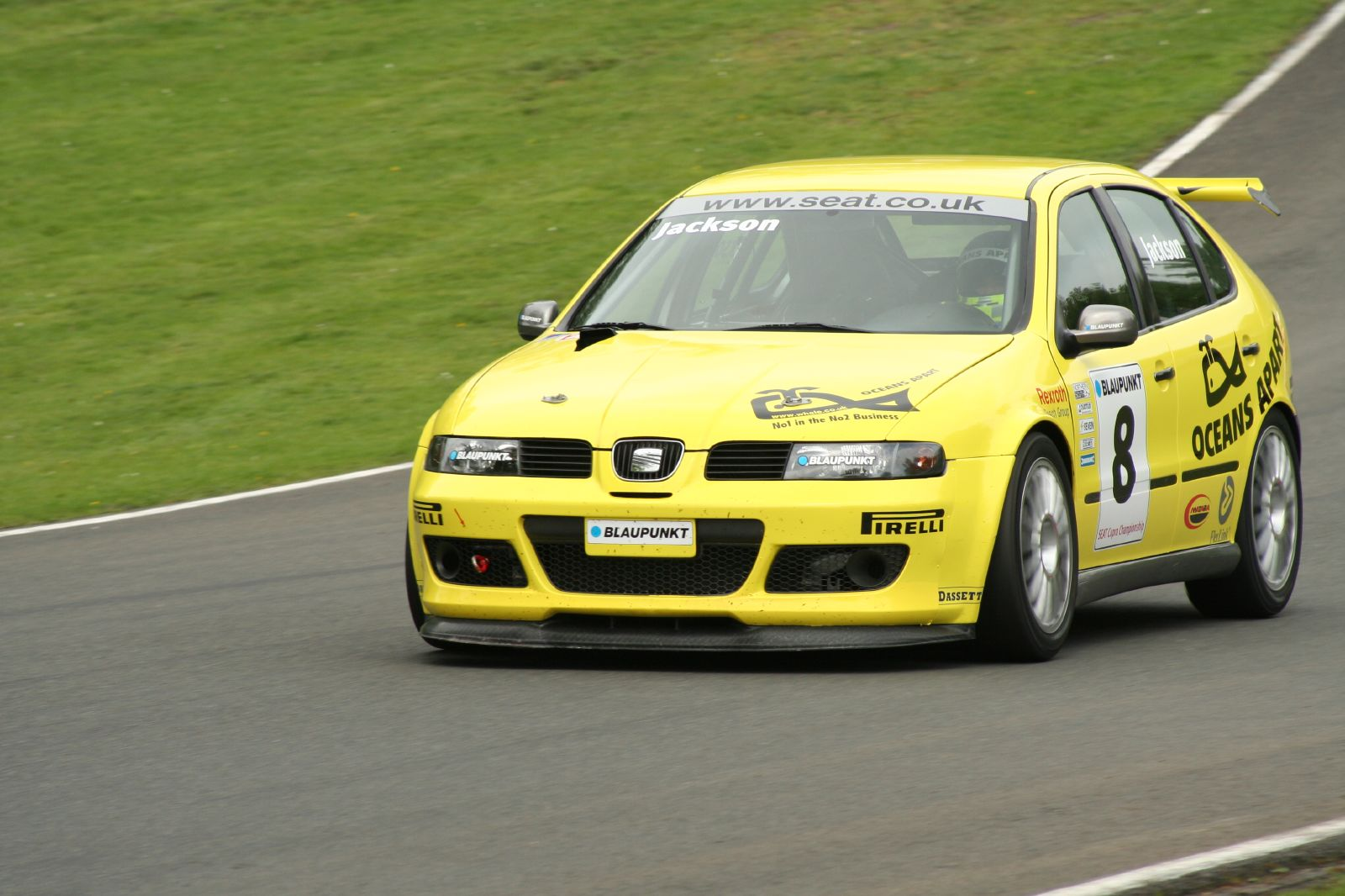
オウルトン・パークでジャクソンがドライブするセアト、2006年のセアト・クプラ選手権。

ジャクソンは10代の頃からカートを始め、2000年にはルノー・クリオ・カップに参戦、ランキング4位となった。2001年にはイギリスツーリングカー選手権のプロダクションクラスに参戦、GRチームのフォード・フォーカスをドライブし、ランキング4位となる。その後は資金調達に苦労し、レース界での活動を縮小したが、2005年に家族運営のチームでセアト・クプラ選手権に参戦する。同選手権では8勝を挙げ、8度のポールポジションと8回のファステストラップを記録、ランキング2位となった。セアトはBTCCのドライバーとして彼の起用を考えたが、2006年もクプラ選手権に参戦、開幕戦から2連勝してシーズンをリードし、第12戦までに9勝を挙げその強さを発揮、シーズンタイトルを獲得した。

### イギリスツーリングカー選手権

#### ジャクソンズ Mスポーツ (2007-2008)
2007年のイギリスツーリングカー選手権でジャクソンは実力を発揮し、オウルトン・パークでの第3レースで優勝するまでに多くの表彰台を獲得した 。スラクストンでは不運にもクラッシュとエンジン不調のためノーポイントに終わる 。ホーム戦となったドニントンでは第1レースで4番手からスタート、何周かをリードしたが、後輪駆動のBMWはウェットコンディションにマッチせず下位に沈んだ 。ブランズ・ハッチ第2ラウンドでは最初のターンで外側から追い抜きを仕掛けたがスピン、11台の多重事故を引き起こしドライバー2名が病院送りとなった 。最終ラウンドのスラクストンでは自らのペースを維持し、第3レースで優勝を遂げた。誰もがファブリツィオ・ジョヴァナルディとジェイソン・プラトのタイトル争いに集中していたが、ジャクソンはスタートでトム・コロネルのインを突いた。その後はチームRACのコリン・ターキントンを抑え、自身2度目の優勝を果たし、ランキングで7位となった。
2008年も前年と同じ体制でシリーズに臨んだ。開幕戦のブランズ・ハッチでジャクソンはポールポジションからスタートし、レースの3/4以上をリードしたが、終盤に雨のためグリップを失い、ゴール直前にジョナヴァルディにかわされ2位となった。第2レースでは4位を争い、第3レースではターキントンのBMW・320siに次いで2位に入った。

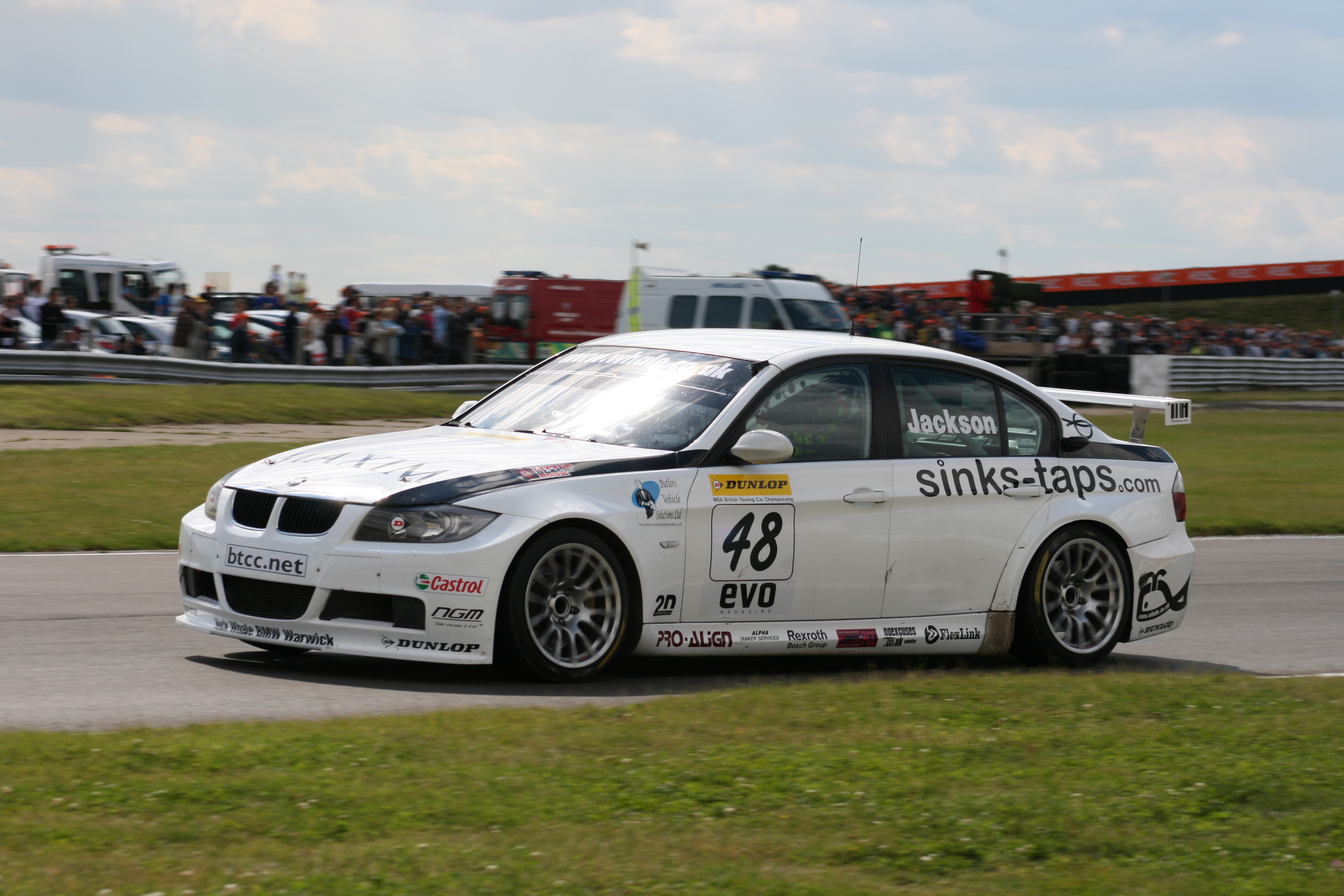
ジャクソンがドライブするBMW・320si、2007年シーズンのスネッタートンで。

ロッキンガムでは第1レースを6位で終えた。第2レースでは好スタートを切り、ダレン・ターナーとジョナヴァルディのミスに乗じてすぐにリードを取り、自身3度目の勝利を挙げた。雨で遅れた第3レースでは後輪駆動のBMWがスリップするにもかかわらず、ジャクソンはターキントンの後に付き2位を走行していた。全てがうまく行き、ジャクソンはターキントンを外側から抜こうとしたが、グラベルに押し出されリタイアとなった。その結果、チャンピオンシップをリードするチャンスを失った。ドニントン・パークでは第1レースで予選14位となり、決勝では5位まで浮上したが、トム・チルトンと接触しリタイアとなった。第3レースでは8位に入り、このラウンドでの初のポイントを獲得した。
クロフトでは予選7位となる。第1レースは悪天候の中行われ、雨のためコースには川や水たまりが現れていた。スタートからジャクソンはリードしたが、ステファン・ジェリーとアラン・テイラーの事故でマーシャルが負傷し、赤旗中断となった。レースは再スタートしたが、天候は悪化していった。ジャクソンは2番手から再スタートしたが、最初のコーナーでリードを取る。これは彼が危険なタワーコーナーに最初に進入することを意味した。結果彼はブレーキがロックし、コースを直進してしまう。彼のマシンはグラベルにコースアウトしたがかろうじてコースに復帰、18位となった。その順位のまま再び赤旗が振られ、レースは悪天候のため中止となった。2008年シーズン、ジャクソンはランキング2位となり、1位のジョナヴァルディとは36ポイント差であった。

#### RML (2009)

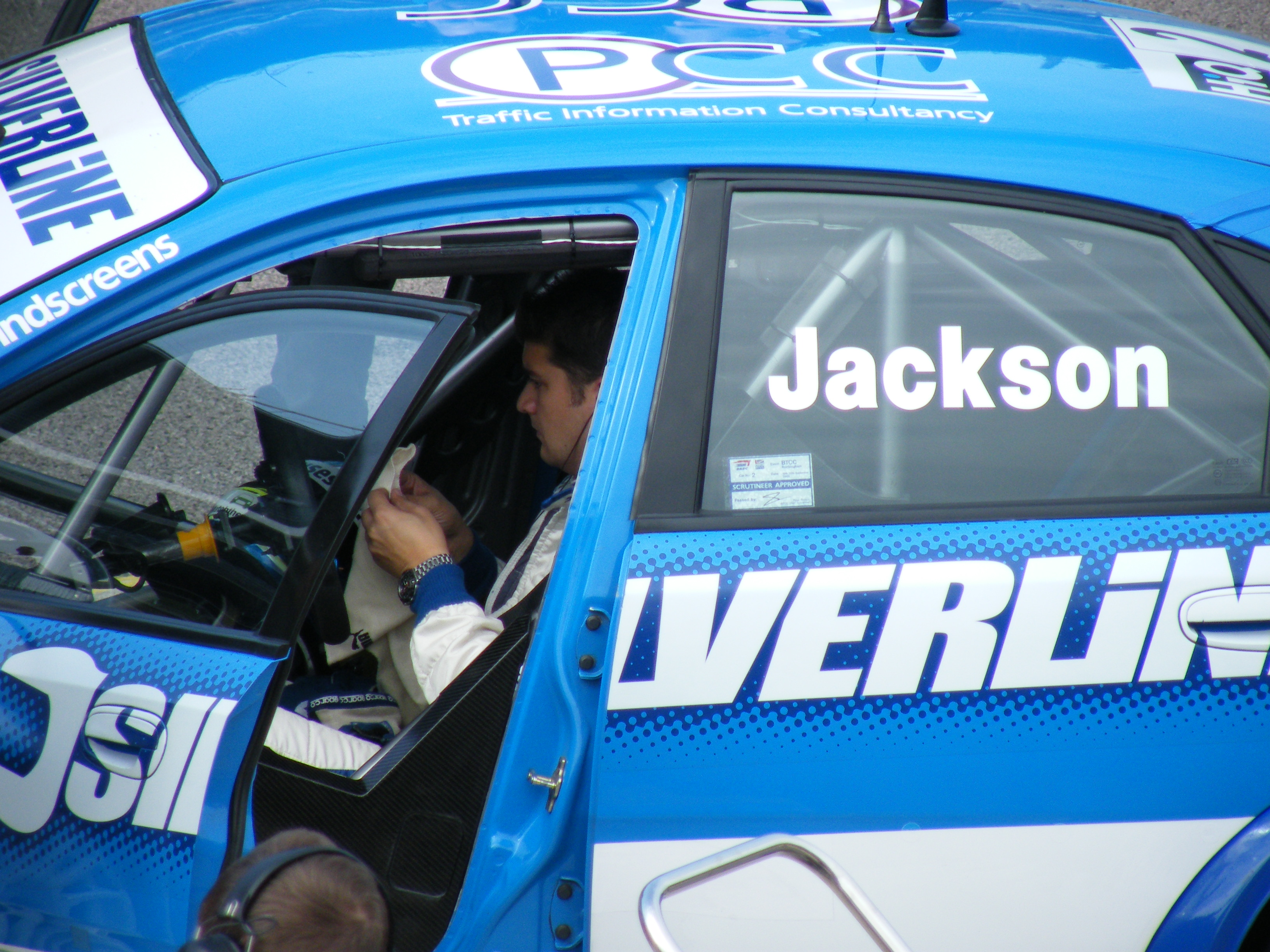
ジャクソンがドライブするシボレー、2009年シーズンのロッキンガム・モーター・スピードウェイ、スタート前。

ジャクソンのチームからは主要スポンサーが手を引き、2009年シーズンに参戦するための資金の目途は立たなかった。ジャクソンは2009年のエントリーリストに載っておらず、行く末は不透明であったが、RMLが第2ラウンドスラクストンで彼を起用した。この第3レースで彼は優勝する。その後、第3ラウンドのドニントンからRMLがサポートするシルバーライン・レーシングでジェイソン・プラトのチームメイトとなった。シーズン前半は苦戦したが、第7ラウンドノックヒルから8戦連続表彰台（リバースグリッドレース時代の記録）を達成し、その中にはノックヒルでの勝利とシルバーストンでのポールポジションも含まれた。ジャクソンは2009年シーズン、ランキング5位に入った。

#### モーターベース・パフォーマンス (2010-)

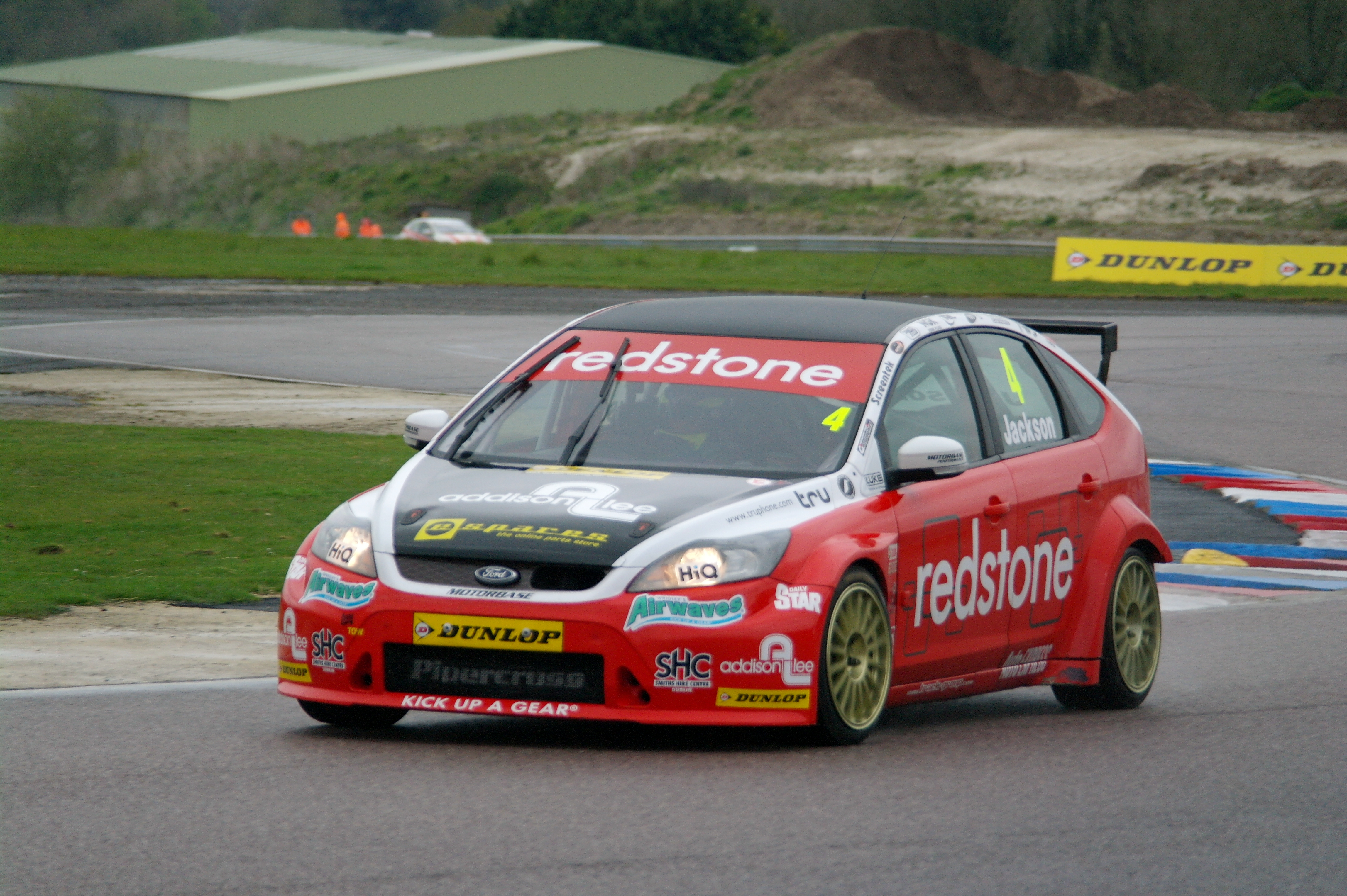
ジャクソンがドライブするフォード・フォーカス、2012年シーズンのスラクストンで。

2010年シーズン、ジャクソンはエアウェーヴスBMWと契約を結んだ。第3ラウンドのブランズ・ハッチ第3レースで優勝し、シーズン全体では6度の表彰台を記録、チームメイトのスティーヴン・ケーンから14ポイント差の155ポイントでランキング7位となった。
2011年シーズンは、エアウェーヴス・レーシングに留まった。チームはBMWに代えてフォード・フォーカス STを採用し、彼とルーキーのチームメイト、リアム・グリフィンを起用した。チームはマシンをチーム・エーオンから購入、これはエーオンのマシンと同じくNGTCエンジンを搭載した。このシーズン、彼は再びフロントランナーに復帰し、ゴードン・シェデン、マット・ニールとタイトルを争った。ドニントン、オウルトン・パーク、クロフト、スネッタートンと4勝を挙げたが、スネッタートン以降の成績は振るわず、結局ランキング4位でシーズンを終えた。
2012年、チームはレッドストーン・レーシングと改名した。ジャクソンはドニントンの第1レースで優勝、第3レースも優勝したが、ターボブーストが規定を越えたため失格となった。オウルトン・パークでは第2レースでロブ・コラードと接触、共にパンクしリタイアとなった。第3レースではダニエル・ウェルチをスピン、リタイアさせ、この2つの件で彼はペナルティを受けることとなった。スネッタートンから新型のフォード・フォーカス ST Mk.IIIに乗り換え、シルバーストンでは17位からスタート、優勝を遂げた。
翌2013年はNGTCフォード・フォーカスSTでシーズンを通して戦った。

### その他の活動
ジャクソンはBBCのトップ・ギアに3回出演している。最初はシリーズ10のエピソード6でモーターホームでレースを行っている。2度目はシリーズ14のエピソード4で、航空機用のトーイングトラクターでレースを行った。3度目はシリーズ20のエピソード2で、タクシーのレースでトヨタ・ハイエースをドライブした。
彼はマクラーレン・オートモーティブのテストドライバーでもあり、マクラーレン・MP4-12Cの開発を担当した。

## 記録

### イギリスツーリングカー選手権
（凡例） 太字はポールポジション（1ポイント - 2001年は全戦。2007年から現在：最初のレースのみ 2001年はクラスごと） 斜体はファステストラップ（1ポイント - 2001年から現在：全戦 2001年はクラスごと）*印は最低1ラップをリードしたドライバー（1ポイント - 2001年は特定のレース 2007年から現在：全戦 2001年はクラスごと）
| 年   | チーム                                                       | 車両                           | クラス | 1         | 2        | 3         | 4        | 5         | 6         | 7         | 8         | 9         | 10        | 11        | 12        | 13        | 14        | 15        | 16       | 17        | 18        | 19       | 20        | 21        | 22        | 23        | 24       | 25         | 26        | 27       | 28        | 29       | 30         | DC    | Pts |
| ---- | ------------------------------------------------------------ | ------------------------------ | ------ | --------- | -------- | --------- | -------- | --------- | --------- | --------- | --------- | --------- | --------- | --------- | --------- | --------- | --------- | --------- | -------- | --------- | --------- | -------- | --------- | --------- | --------- | --------- | -------- | ---------- | --------- | -------- | --------- | -------- | ---------- | ----- | --- |
| 2001 | GRモータースポーツ                                           | フォード・フォーカス           | P      | BRH 1 4   | BRH 2 9  | THR 1 10  | THR 2 8  | OUL 1 12  | OUL 2 Ret | SIL 1 8   | SIL 2 Ret | MON 1 11  | MON 2 7   | DON 1 10  | DON 2 6*  | KNO 1 Ret | KNO 2 Ret | SNE 1 7   | SNE 2 9  | CRO 1 16  | CRO 2 7   | OUL 1 10 | OUL 2 13  | SIL 1 8   | SIL 2 Ret | DON 1 Ret | DON 2 9* | BRH 1 Ret  | BRH 2 12  |          |           |          |            | 4位   | 151 |
| 2007 | ジャクソンズ Mスポーツ                                       | BMW・320si                     |        | BRH 1 DSQ | BRH 2 8  | BRH 3     | ROC 1 10 | ROC 2 4   | ROC 3 2   | THR 1 Ret | THR 2 Ret | THR 3 DNS | CRO 1 9   | CRO 2 4   | CRO 3     | OUL 1 5   | OUL 2 6   | OUL 3 1*  | DON 1 9  | DON 2 10  | DON 3 4   | SNE 1 4  | SNE 2 5   | SNE 3 7   | BRH 1 Ret | BRH 2 4   | BRH 3    | KNO 1 Ret  | KNO 2 10  | KNO 3 9  | THR 1 7   | THR 2 5  | THR 3 1*   | 7位   | 158 |
| 2008 | BMW ディーラーチーム UK                                      | BMW・320si                     |        | BRH 1 2*  | BRH 2 4  | BRH 3 2   | ROC 1 6  | ROC 2 1*  | ROC 3 Ret | DON 1 Ret | DON 2 11  | DON 3 8   | THR 1 5   | THR 2 5   | THR 3 2   | CRO 1 18* | CRO 2     | CRO 3 5   | SNE 1 15 | SNE 2 7   | SNE 3 1*  | OUL 1 12 | OUL 2 5   | OUL 3 4   | KNO 1 6   | KNO 2 5   | KNO 3 4  | SIL 1 2    | SIL 2 13* | SIL 3 1* | BRH 1 1*  | BRH 2 1* | BRH 3 4    | 2位   | 226 |
| 2009 | RML                                                          | シボレー・ラセッティ           |        | BRH 1     | BRH 2    | BRH 3     | THR 1 8  | THR 2 9   | THR 3 1*  |           |           |           |           |           |           |           |           |           |          |           |           |          |           |           |           |           |          |            |           |          |           |          |            | 5位   | 165 |
| 2009 | レーシング・シルバーライン                                   | シボレー・ラセッティ           |        |           |          |           |          |           | DON 1 10  | DON 2 6   | DON 3 4   | OUL 1 19  | OUL 2 Ret | OUL 3 8   | CRO 1 Ret | CRO 2 DNS | CRO 3 DNS | SNE 1 2   | SNE 2 NC | SNE 3 DNS | KNO 1 3   | KNO 2    | KNO 3 1*  | SIL 1 1*  | SIL 2 3*  | SIL 3 1*  | ROC 1 3  | ROC 2 2*   | ROC 3 5   | BRH 1 12 | BRH 2 12  | BRH 3 11 |            | 5位   | 165 |
| 2010 | エアウェーヴスBMW                                            | BMW・320si                     |        | THR 1 3   | THR 2 5  | THR 3 2   | ROC 1 13 | ROC 2 4   | ROC 3 Ret | BRH 1 10  | BRH 2 11  | BRH 3 1*  | OUL 1 4   | OUL 2 4   | OUL 3 7   | CRO 1 9   | CRO 2 Ret | CRO 3 7   | SNE 1 2  | SNE 2 5   | SNE 3 7   | SIL 1 13 | SIL 2 10  | SIL 3     | KNO 1 10  | KNO 2 6   | KNO 3 5  | DON 1 3    | DON 2 5   | DON 3 8  | BRH 1 13  | BRH 2 8  | BRH 3 4    | 7位   | 155 |
| 2011 | エアウェーヴス・レーシング                                   | フォード・フォーカス ST        |        | BRH 1 4   | BRH 2 3  | BRH 3 2   | DON 1 5  | DON 2 10  | DON 3 1*  | THR 1 6   | THR 2 5   | THR 3 2   | OUL 1 Ret | OUL 2 9   | OUL 3 1*  | CRO 1 2   | CRO 2 5   | CRO 3 1*  | SNE 1 6  | SNE 2 6   | SNE 3 1*  | KNO 1 19 | KNO 2 Ret | KNO 3 Ret | ROC 1 Ret | ROC 2 Ret | ROC 3 13 | BRH 1 2    | BRH 2     | BRH 3 5  | SIL 1 20  | SIL 2 26 | SIL 3 21   | 4位   | 191 |
| 2012 | レッドストーン・レーシング                                   | フォード・フォーカス ST Mk.II  |        | BRH 1 7   | BRH 2 4  | BRH 3 Ret | DON 1 1* | DON 2 3*  | DON 3 DSQ | THR 1 1*  | THR 2 3*  | THR 3 6   | OUL 1 5   | OUL 2 Ret | OUL 3 7   | CRO 1 8   | CRO 2 NC  | CRO 3 12  |          |           |           |          |           |           |           |           |          |            |           |          |           |          |            | 7位   | 274 |
| 2012 | レッドストーン・レーシング                                   | フォード・フォーカス ST Mk.III |        |           |          |           |          |           |           |           |           |           |           |           |           |           |           |           | SNE 1 8  | SNE 2 6   | SNE 3 4   | KNO 1 5  | KNO 2 Ret | KNO 3 10  | ROC 1 4   | ROC 2 4   | ROC 3 6  | SIL 1 Ret* | SIL 2 1*  | SIL 3 2  | BRH 1 Ret | BRH 2 7  | BRH 3 Ret* | 7位   | 274 |
| 2013 | エアウェーヴス・レーシング                                   | フォード・フォーカス ST Mk.III |        | BRH 1 20  | BRH 2 7  | BRH 3 10* | DON 1 12 | DON 2 13  | DON 3 9   | THR 1 7   | THR 2 15  | THR 3 7   | OUL 1 7   | OUL 2 20  | OUL 3 19  | CRO 1 Ret | CRO 2 Ret | CRO 3 13  | SNE 1 8  | SNE 2 4   | SNE 3 2   | KNO 1 12 | KNO 2 9   | KNO 3 7   | ROC 1 2   | ROC 2 4   | ROC 3 4  | SIL 1 9    | SIL 2 10  | SIL 3 4  | BRH 1 9   | BRH 2 3  | BRH 3      | 8位   | 225 |
| 2014 | エアウェーヴス・レーシング                                   | フォード・フォーカス ST Mk.III |        | BRH 1 15  | BRH 2 12 | BRH 3 7   | DON 1 14 | DON 2 7   | DON 3 4   | THR 1 4   | THR 2 5   | THR 3 2   | OUL 1 7   | OUL 2 6   | OUL 3 9   | CRO 1 8   | CRO 2 6   | CRO 3     | SNE 1 8  | SNE 2 6   | SNE 3 2   | KNO 1 4  | KNO 2 1*  | KNO 3 17  | ROC 1 9   | ROC 2 7   | ROC 3 5  | SIL 1 3    | SIL 2 4   | SIL 3 1* | BRH 1 4   | BRH 2 11 | BRH 3      | 4位   | 316 |
| 2015 | モーターベース・パフォーマンス                               | フォード・フォーカス ST        |        | BRH 1     | BRH 2    | BRH 3     | DON 1    | DON 2     | DON 3     | THR 1     | THR 2     | THR 3     | OUL 1     | OUL 2     | OUL 3     | CRO 1     | CRO 2     | CRO 3     | SNE 1 12 | SNE 2 8   | SNE 3 6   | KNO 1 2* | KNO 2 3*  | KNO 3 9   | ROC 1 1*  | ROC 2     | ROC 3 14 | SIL 1 1*   | SIL 2 24* | SIL 3 7  | BRH 1 1*  | BRH 2 1* | BRH 3 2    | 12位  | 200 |
| 2016 | モーターベース・パフォーマンス                               | フォード・フォーカス ST        |        | BRH 1 8   | BRH 2 5  | BRH 3 25  | DON 1 1* | DON 2 2*  | DON 3 14  | THR 1 21  | THR 2 8   | THR 3 1*  | OUL 1 16  | OUL 2 10  | OUL 3 13  | CRO 1 8   | CRO 2 6   | CRO 3 Ret | SNE 1 3  | SNE 2 1*  | SNE 3 Ret | KNO 1 12 | KNO 2 6   | KNO 3 1*  | ROC 1 2   | ROC 2 4*  | ROC 3 5  | SIL 1 17   | SIL 2 6   | SIL 3 2  | BRH 1 11  | BRH 2 7  | BRH 3 1*   | 3位   | 292 |
| 2017 | チーム・シュレッデッド・ウィート・レーシング・ウィズ・デュオ | フォード・フォーカス ST        |        | BRH 1 8   | BRH 2 5  | BRH 3 13  | DON 1 11 | DON 2 Ret | DON 3 Ret | THR 1     | THR 2     | THR 3     | OUL 1     | OUL 2     | OUL 3     | CRO 1     | CRO 2     | CRO 3     | SNE 1    | SNE 2     | SNE 3     | KNO 1    | KNO 2     | KNO 3     | ROC 1     | ROC 2     | ROC 3    | SIL 1      | SIL 2     | SIL 3    | BRH 1     | BRH 2    | BRH 3      | 14位* | 27* |

* 現在進行中。

### イギリスGT選手権
（凡例） （太字はポールポジション） （斜体はファステストラップ）
| 年   | チーム                     | 車両                                    | クラス | 1       | 2        | 3     | 4     | 5     | 6     | 7     | 8     | 9     | DC   | ポイント |
| ---- | -------------------------- | --------------------------------------- | ------ | ------- | -------- | ----- | ----- | ----- | ----- | ----- | ----- | ----- | ---- | -------- |
| 2015 | オマーン・レーシングチーム | アストンマーティン V12 ヴァンテージ GT3 | GT3    | OUL 1 4 | OUL 2 10 | ROC 1 | SIL 1 | SPA 1 | BRH 1 | SNE 1 | SNE 2 | DON 1 | 19位 | 13       |